# Pothyne indistincta
Pothyne indistincta är en skalbaggsart som beskrevs av Stefan von Breuning 1940. Pothyne indistincta ingår i släktet Pothyne och familjen långhorningar. Inga underarter finns listade i Catalogue of Life.